# Стінки Ліскові

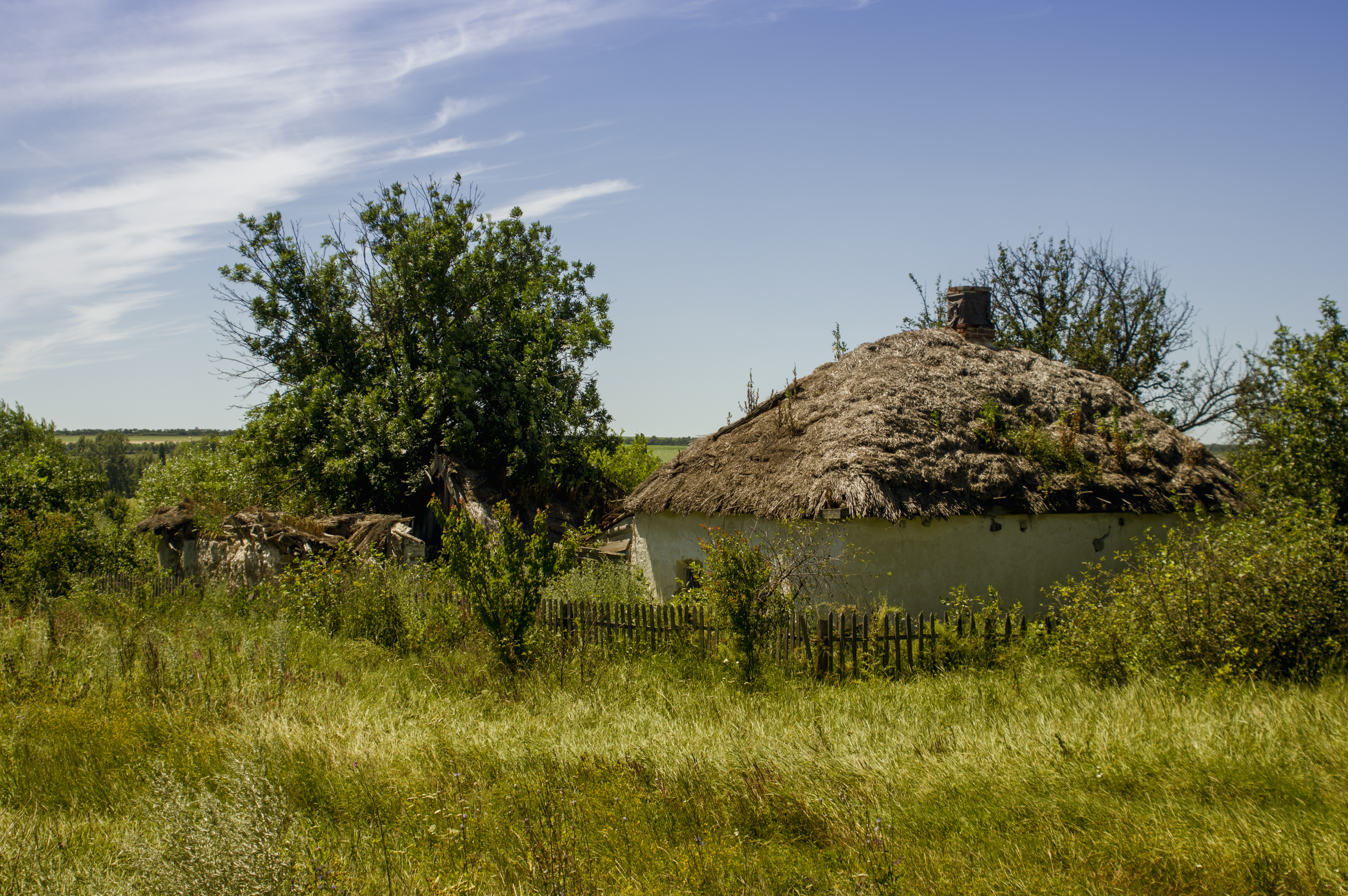

Сті́нки Ліскові — один з об'єктів природно-заповідного фонду Луганської області, ботанічний заказник місцевого значення.

## Розташування
Ботанічний заказник розташований за 12 км на північний схід від міста Біловодськ в Біловодському районі Луганської області, на території Біловодського лісництва державного підприємства «Біловодське лісомисливське господарство». Координати, згідно з офіційною картою: 49° 13' 41.8" північної широти, 39° 30' 14.6" східної довготи.

## Історія
Ботанічний заказник місцевого значення «Стінки Ліскові» оголошено рішенням виконкому Ворошиловградської обласної ради народних депутатів № 370 від 13 вересня 1977 р. (в. ч.), № 247 від 28 червня 1984 р.

## Загальна характеристика
Ботанічний заказник «Стінки Ліскові» загальною площею 64 га є ділянкою природних байрачних лісів у верхів'ях балки Сухий Обиток, що впадає в річку Деркул. Крутий лівий схил балки розрізається шістьма глибокими боковими балками-стінками, що утворились в палеогенових пісковиках. Пологий правий схил розсічений двома жолобовидними балками — Круглою й Кленовою.
Байрачний ліс заказника, що має порослеве походження, утворився після суцільної вирубки у 1957–1969 роках. Від пралісу, що існував у балці до того часу, збереглися тільки декілька дубів-велетнів віком 150–200 років у Кленовій балці.

## Рослинний світ
У ботанічному заказнику переважають ліси з дуба звичайного. Також на його теренах зростають ясен високий, липа серцелиста, груша звичайна, клен гостролистий та інші дерева. Підлісок сформований кленами польовим і татарським, бруслиною європейською, бузиною чорною, ліщиною звичайною. Природні популяції останньої є дуже рідкісними в Луганській області. На вологіших знижених місцях утворилися невеликі куртини осики. Тальвегом балки протікають невеликі струмки, які пересихають влітку й заростають лучною рослинністю.
Трав'яний покрив є типовим для дібров південного сходу України. Його утворюють яглиця звичайна, зірчатка лісова, купина багатоквіткова, конвалія травнева, дзвоники персиколисті й кропиволисті. У найзатіненіших місцях під пологом лісу великі куртини утворює рідкісна на південному сході лісова рослина, притаманна північнішим лісам — копитняк європейський. Навесні в байрачному лісі рясно розростаються лісові ефемероїди: зірочки, пшінка весняна, рясти щільний і Маршалла, проліска сибірська, тюльпан дібровний.
Загалом у заказнику зростають 380 видів судинних рослин, що належать до 57 родин. З червонокнижних видів можна зустріти ковили вузьколисту, українську і Лессінга, тюльпан дібровний і шафран сітчастий.

## Тваринний світ
Фауна заказника представлена цінними мисливськими видами, серед яких: заєць сірий, сарна, свиня дика, зрідка заходить лось.